# Aeclanum
Aeclanum (também escrito Aeculanum, em italiano:  Eclano, em grego clássico: Ἀικούλανον) era uma antiga cidade de Samnium, no sul da Itália, aproximadamente a 25 km leste-sudeste de Beneventum, na Via Appia. localiza-se em Passo di Mirabella, próxima da atual Mirabella Eclano. Hoje há vestígios das muralhasda cidade, de um aqueduto, banhos e um anfiteatro; Quase 400 inscrições também foram achadas. A escavação mostrou uma longa história de assentamento pré-romano.